# Liste von Personen des Goldenen Zeitalters der Niederlande
Das Goldene Zeitalter der Niederlande war eine Periode der niederländischen Geschichte, die grob mit dem 17. Jahrhundert übereinstimmt, in der Handel, Wissenschaften und Kunst der Niederlande ganz oben in der Welt standen. Der Artikel über das Goldene Zeitalter der Niederlande konzentriert sich auf Gesellschaft, Religion und Kultur. Des Weiteren gibt es einen Übersichtsartikel zur Geschichte der Niederlande.
Die hier gelisteten Personen sind innerhalb ihrer Kategorie alphabetisch sortiert.

## Wissenschaft
- René Descartes, französischer Philosoph, lebte von 1628 bis 1649 in Leiden
- Hugo Grotius (1583–1645), legte die Grundlagen des Internationalen Rechts
- Christiaan Huygens (1629–1695), berühmter Mathematiker, Physiker und Astronom
- Jan Leeghwater (1575–1650), Wasserbauingenieur
- Anton van Leeuwenhoek, erfand oder verbesserte entscheidend das Mikroskop (unterschiedliche Ansichten) und war der Erste, der methodisch mikroskopisches Leben studierte, was die Grundlagen der Zellbiologie legte
- Baruch de Spinoza (1632–1677), Philosoph
- Simon Stevin (1548–1620), Wasserbauingenieur und Mathematiker

## Malerei
- David Beck (1621–1656), Porträtmaler
- Ferdinand Bol (1616–1680), historische und biblische Gemälde
- Aelbert Jacobsz. Cuyp (1620–1691), italienische und niederländische Landschaften
- Gerard Dou (1613–1675), Genremalerei (Gaststätten)
- Carel Fabritius (1622–1654), historische und biblische Gemälde, Genremalerei
- Govert Flinck (1615–1660), historische und biblische Gemälde, Porträts, schutterstukken
- Jan van Goyen (1596–1656), Landschaften
- Frans Hals (ca. 1583–1666), Porträts, schutterstukken, Regentengruppen, Genremalerei
- Pieter de Hooch (1629–1683), Genremalerei (Familienszenen)
- Lambert Jacobsz. (1598–1636), historische und biblische Gemälde
- Pieter Pieterszoon Lastman (1583–1633), historische und biblische Malerei
- Nicolaes Maes (1634–1693), Porträts, Genremalerei (Familienszenen)
- Frans van Mieris der Ältere 1635–1681, Genre- und Historienmalerei
- Rembrandt Harmenszoon van Rijn (1606–1669), historische und biblische Gemälde, schutterstukken, Regentengruppen, Genremalerei
- Jan Lievens (1607–1674), historische und biblische Gemälde, Porträts
- Adriaen van Ostade (1610–1684), Genremalerei (Gaststätten)
- Paulus Potter (1625–1654), Landschaften
- Pieter Saenredam (1597–1665), Kirchen von innen, Stadtansichten
- Godfried Schalcken (1643–1706), Genre- und Porträtmalerei
- Jan Steen (1626–1679), Genremalerei (Gaststätten, Familienszenen)
- Abraham Lambertsz. van den Tempel (1622–1672), Porträts, Genremalerei
- Jan Vermeer (1632–1675), Stadtansichten, Genremalerei (Familienszenen)

Weniger berühmte Maler aus dieser Zeit waren:
- Hendrick van Anthonissen (um 1605 – vor 1660)
- Peeter Boel (ca. 1622–1674), Stillleben
- Willem van Aelst (ca. 1627–1683), Stillleben
- Balthasar van der Ast (ca. 1593–1657), Blumen
- Jan Asselijn (1610–1652), italienische Landschaften
- Hendrick Avercamp (1585–1634), Landschaften
- Dirck van Baburen (ca. 1590–1624), Genremalerei
- Nicolaes Pieterszoon Berchem (1620–1683), italienische Landschaften
- Gerrit Adrianszoon Berckheyde (1638–1698), Stadtansichten
- Job Adriaenszoon Berckheyde (1630–1693), Kirchen von innen
- Abraham van Beyeren (ca. 1620–1690), Stillleben
- Abraham Bloemaert (1564–1651), historische und biblische Gemälde, Landschaften
- Anthonie van Borssom (1630–1677), niederländische Landschaften
- Ambrosius Bosschaert (1573–1621), Blumen
- Jan Both (1615–1652), italienische Landschaften
- Adriaen Brouwer (ca. 1605–1638), Genremalerei (Gaststätten)
- Bartholomeus Breenbergh (1599–1657), italienische Landschaften
- Hendrick ter Brugghen (1588–1629), historische und biblische Gemälde
- Willem Pietersz. Buytewech (ca. 1591–1624), Landschaften, Genremalerei
- Jan van de Cappelle (1626–1679), Meeresansichten
- Christiaen Gillisz. van Couwenbergh (1604–1667), historische und biblische Gemälde
- Pieter Claesz (ca. 1597–1660), Stillleben
- Floris Claeszoon van Dijck (1575–1651), Stillleben
- Karel Dujardin (1622–1678), italienische Landschaften
- Caesar van Everdingen (1617–1678), historische und biblische Gemälde
- Aert de Gelder (1645–1727), historische und biblische Gemälde
- Hendrick Goltzius (1558–1617), Landschaften
- Pieter de Grebber (ca. 1600–1652), historische und biblische Gemälde
- Dirck Hals (1591–1656), Genremalerei
- Willem Claeszoon Heda (1594–1680), Stillleben
- Jan Davidszoon de Heem (1606–ca. 1683), Stillleben
- Bartholomeus van der Helst (1613–1670), Porträts, schutterstukken
- Jan van der Heyden (1637–1712), Stadtansichten
- Meindert Hobbema (1638–1709), Landschaften
- Gerrit Hoeckgeest (ca. 1600–1661), Kirchen von innen
- Gerrit van Honthorst (1592–1656), historische und biblische Gemälde, Genremalerei (Familienszenen)
- Jan van Huysum (1682–1749), Blumen
- Willem Kalf (1619–1693), Stillleben
- Alexander Keirincx (1600–1652), Landschaften
- Cornelis Ketel (1548–1616), Porträts, schutterstukken
- Thomas de Keyser (ca. 1596–1667), Porträts, schutterstukken
- Philips Koning (1619–1688), Landschaften
- Gerard de Lairesse (1641–1711), historische und biblische Gemälde
- Judith Leyster (1609–1660), Genremalerei
- Gabriel Metsu (1629–1667), Genremalerei (Familienszenen)
- Michiel van Mierevelt (1567–1641), Porträts
- Abraham Mignon (1640–1679), Stillleben
- Jan Miense Molenaer (ca. 1610–1668), Genremalerei (Familienszenen)
- Pieter de Molijn (1595–1661), Landschaften
- Johan Pauwelszoon Moreelse (ca. 1603–1634), historische, biblische und mythologische Gemälde
- Paulus Janszoon Moreelse (1571–1638), Porträts; historische, biblische und mythologische Gemälde
- Frederik de Moucheron (1634–1686), italienische Landschaften
- Aert van der Neer (1603–1677), Meeresansichten
- Caspar Netscher (1639–1684), Porträts
- Jacob Lucasz Ochtervelt (1634–1682), Genre
- Adam Pijnacker (1622–1673), italienische Landschaften
- Jan Pynas (ca. 1580–1633), historische und biblische Gemälde
- Cornelis van Poelenburgh (1586–1667), italienische Landschaften
- Johannes Porcellis (1584–1632), Meeresansichten
- Frans Post (um 1612–1680), brasilianische Landschaften
- Jan Anthoniszoon van Ravesteyn (ca. 1570–1657), Porträts
- Jacob van Ruisdael (ca. 1628–1682)
- Salomon van Ruysdael (ca. 1600–1670), Landschaften
- Rachel Ruysch (1664–1750), Stillleben
- Roelant Savery (1576–1639), Landschaften
- Maria Schalcken (ca. 1645/49–ca. 1700), Genremalerei
- Otto Marseus van Schrieck (ca. 1619–1678), Blumen
- Hercules Pieterszoon Seghers (ca. 1589–1638), Landschaften
- Karel Slabbaert (ca. 1619–1654), Genremalerei, Porträts, Stillleben
- Hendrik Martensz. Sorgh (um 1611 – vor 1670), Genre
- David Teniers jr. (1610–1690), Genremalerei (Gaststätten)
- Gerard Terborch (1617–1681), Porträts, Genremalerei (Familienszenen)
- Adriaen van de Velde (1636–1672), Landschaften
- Esaias van de Velde (ca. 1591–1630), Landschaften
- Willem van de Velde sr. (ca. 1611–1693), Meeresansichten
- Willem van de Velde jr. (1633–1707), Meeresansichten
- Adriaen Pietersz. van de Venne (1589–1662), Landschaften
- Adriaen Hendriksz Verboom (1627–1673), Landschaften
- Jan Cornelisz Verspronck (1600–1662), Porträts
- Simon de Vlieger (1601–1653), Meeresansichten
- Hendrick Cornelisz. Vroom (1563–1640), Meeresansichten
- Cornelis Vroom (ca. 1591–1661), Landschaften
- Jan Baptist Weenix (1621–1663), italienische Landschaften
- Emanuel de Witte (ca. 1617–1692), Kirchen von innen
- Philips Wouwerman (1619–1668), Landschaften

## Architektur
- Jacob van Campen (1596–1657). Er bezog den Klassizismus voll ein und diente als Beispiel für viele Berufskollegen, er baute das Mauritshuis in Den Haag (1635), das Rathaus auf dem Damm (1648–1655) (heute ein Palais)
- Lieven de Key (1560–1627), Baumeister von Haarlem. Er benutzte immer noch ein paar Ornamente, baute De Waag (1598), die Vorderfront des Rathauses (1597), De Vleeshal (1602–1603), Turm der Neuen Kirche (1613), alle in Haarlem.
- Hendrick de Keyser (1565–1621). Er bevorzugte einen viel nüchterneren Stil als sein Zeitgenosse Lieven de Key, er baute die Zuiderkerk (1606–1614), die Westerkerk (1620–1638) und die Börse (1608–1611) in Amsterdam, Rathaus von Delft (1619), verschiedene Kanalhäuser in Amsterdam (siehe auch Sektion Bildhauerei)

Weniger bekannte Architekten aus dieser Zeit waren
- Elias Bouman (1636–1686), baute die Portugiesisch-Israelitische Synagoge in Amsterdam (1671/1675)
- Adriaen Dortsman (1625–1682), baute die Lutherkirche in Amsterdam
- Arent van 's-Gravenzande (..-1662), baute De Lakenhal (1639) und die Merekerk (1638–1640), beide in Leiden, und die Oostkerk (1646) in Middelburg
- Pieter Post (1608–1669), baute das Huis ten Bosch in Den Haag (1645-)
- Maurits Post (1645–1677), baute Slot Amerongen (1676)
- Philip Vingboons (1607–1678), baute viele Kanalhäuser im klassizistischen Stil in Amsterdam
- Hans Vredeman de Vries (1527–1606), Architekt in Antwerpen, benutzte viele Verzierungen

## Bildhauerei
- Hendrick de Keyser (1565–1621). De Keyser war auch Architekt (siehe oben). Er baute das Mausoleum für Wilhelm von Oranien in der Nieuwe Kerk in Delft (1614). Alle herrschenden Nachfolger von Wilhelm und deren Sippe sind bis zum heutigen Tag dort begraben worden. De Keyser erstellte auch die Statue von Erasmus in Rotterdam (1618).
- Artus Quellinus I. (1609–1668), Artus Quellinus II. (sein Neffe ?) (1625–1700) und Rombout Verhulst (1625–1696), alle Bildhauer aus den südlichen Niederlanden, waren sehr bekannt unter denen, die das Rathaus in Amsterdam dekoriert hatten (1648–1655).

## Musik
- Constantijn Huygens (1596–1687), Komponist, weniger bekannt als Dichter, Mitglied des berühmten Künstlerzirkels De Muiderkring, komponierte etwa 800 Stücke, die meisten gingen verloren; förderte den Gebrauch der Orgel während des Gottesdienstes.
- Jan P. Sweelinck (1562–1621), Komponist und Orgelspieler, trieb die Entwicklung der Orgelmusik im 17. Jahrhundert weit vorwärts.

Weniger bekannte Komponisten/Musiker während dieser Zeit waren:
- Joan Albert Ban (1597–1644), Komponist
- Gerbrand Adriaenszoon Bredero, Liedschreiber
- Jan Jacob van Eyck (1590–1657), Komponist
- Carolus Hacquart (ca. 1640–ca. 1730), Komponist
- François (1609–1667) und Pierre (1619–1680) Hemony (Brüder) waren berühmte Glockenspielbauer.
- Cornelis Padrué (1592–1670), Komponist
- Joan Schenk (1656–ca. 1612), Komponist
- Cornelis Schuyt (1557–1616), Komponist
- Adrianus Valerius (1570–1625), Liedschreiber

## Politik
- Wilhelm I. von Oranien-Nassau (1533–1584), Statthalter
- Johan van Oldenbarnevelt (1547–1619), Landesadvokat und Ratspensionär von Holland zwischen 1586 und 1619
- Moritz von Oranien (1567–1625), Statthalter, Generalkapitän
- Friedrich Heinrich von Oranien (1584–1647), Statthalter
- Jakob de Graeff Dircksz (1569/1571–1638), holländischer Regent
- Andries Bicker (1586–1652), bedeutender holländischer Regent
- Jacob de Witt (1589–1674), Regent von Dordrecht, Vater von Cornelis und Johan De Witt
- Cornelis de Graeff (1599–1664), bedeutender holländischer Regent und Politiker
- Moritz von Nassau (1604–1679), Politiker, Gouverneur in Brasilien und Feldmarschall
- Andries de Graeff (1611–1678), Regent und Bürgermeister von Amsterdam
- Coenraad van Beuningen (1622–1693), holländischer Diplomat und Amsterdamer Regent
- Cornelis de Witt (1623–1672), Staatsmann
- Gillis Valckenier (1623–1680), Regent und Bürgermeister von Amsterdam
- Johan de Witt (1625–1672), Ratspensionär von Holland zwischen 1653 und 1672
- Wilhelm II. von Oranien (1626–1650), Statthalter
- Wilhelm III. von Oranien (1650–1702), Statthalter, Generalkapitän, König von England

## Militär und Seefahrt
- Piet Pieterszoon Heyn (1577–1629), Admiral
- Michiel de Ruyter  (1607–1676), Admiral
- Abel Tasman (1603–1659), Entdecker
- Cornelis Tromp (1629–1691), Admiral
- Maarten Tromp (1598–1653), Admiral

Bemerkung
Viele Niederländer führten in dieser Zeit noch keinen Familiennamen, sondern Patronyme mit der Endung -szoon, was Sohn von ..., Sohn des ... heißt. Geschrieben wurde es in der Regel als sz., zum Beispiel bei Rembrandt: Harmensz. van Rijn.